# Nina Anisimova
Nina Valentinovna Anisimova (Russisch: Нина Валентиновна Анисимова) (Leningrad, 26 februari 1973) is een Russisch triatleet. 
Anisimova doet triatlons sinds 1991. Ze deed in 2000 mee aan de Olympische Zomerspelen van Sydney. Ze behaalde een 12e plaats in een totaal tijd van 2:03:26.35. Vier jaar later deed ze ook mee aan de Olympische Spelen van Athene. Hier moest ze voor de finish uitstappen. 
Ze is aangesloten bij Dynamo-MGFSO in Moskou. 

## Palmares

### triatlon
- 1994: 23e WK olympische afstand in Wellington - 2:13.13
- 1995: 25e WK olympische afstand in Cancún - 2:09.57
- 1996: 40e WK olympische afstand
- 1997: 36e WK olympische afstand
- 1998: 19e WK olympische afstand in Lausanne - 2:12.53
- 1999: DNF WK olympische afstand in Montreal
- 2000: 31e WK olympische afstand
- 2000: 12e Olympische Spelen in Sydney
- 2001: 30e WK olympische afstand
- 2002: 35e WK olympische afstand
- 2002: 8e ITU wereldbekerwedstrijd in Makuhari
- 2002: 8e ITU wereldbekerwedstrijd in Lausanne
- 2002: 9e ITU wereldbekerwedstrijd in Gamagori
- 2005: 30e WK olympische afstand
- 2004: DNF Olympische Spelen in Athene